# Cu rốc trán vàng
Cu rốc trán vàng (danh pháp khoa học: Psilopogon annamensis) là một loài chim trong họ Megalaimidae.